# Championnat de France de football de troisième division 2013-2014
Navigation
National 2012-2013 National 2014-2015
La saison 2013-2014 de National est la vingt-et-unième édition du Championnat de France de football National. Le troisième niveau du football français oppose cette année dix-huit clubs au lieu de vingt en une série de trente-quatre rencontres jouées durant la saison de football. C'est le plus haut échelon auquel peuvent accéder les équipes amateurs puisqu'au-delà, les clubs doivent avoir le statut professionnel pour participer au Championnat de France de football de Ligue 2.
Le championnat est remporté par l'Union sportive Orléans Loiret football, qui est promu dans le championnat de Ligue 2 2014-2015 en compagnie du Gazélec Football Club Ajaccio, troisième du championnat. Le club de Luzenac Ariège Pyrénées, deuxième du classement, est interdit de montée puis relégué en 7e division régionale, faute d'accord pour son maintien en National. Les deux derniers du classement, le Vannes Olympique Club et l'Entente sportive Uzès Pont du Gard, sont relégués sportivement puis liquidés et rétrogradés en Division d'Honneur Régionale alors que l'Union sportive Jeanne d'Arc Carquefou, qui se maintient sportivement, décide de se retirer du championnat National pour raisons financières et repartira également en DHR.

## Équipes participantes
| \| Strasbourg Gazélec Ajaccio Colomiers Colmar Amiens Dunkerque Luçon Carquefou Vannes Orléans Le Poiré-sur-Vie Fréjus St-Raphaël Red Star Boulogne-sur-Mer Luzenac Bourg-Péronnas Uzès Paris FC \| Localisation des clubs participant au championnat 2013-2014 |
| Strasbourg Gazélec Ajaccio Colomiers Colmar Amiens Dunkerque Luçon Carquefou Vannes Orléans Le Poiré-sur-Vie Fréjus St-Raphaël Red Star Boulogne-sur-Mer Luzenac Bourg-Péronnas Uzès Paris FC                                                                   |

| \| Paris FC Red Star \| Localisation des clubs franciliens engagés en National. |
| Paris FC Red Star                                                               |

### Règlement sportif
Les dix-huit équipes participantes sont, à l'origine, les trois équipes ayant terminé de la 18e à la 20e place de la Ligue 2 2012-2013, soit le GFC Ajaccio, relégué après sa défaite face au Tours FC le 19 avril 2013, le CS Sedan Ardennes, relégué après sa défaite à Niort le 10 mai 2013, et Le Mans FC, officiellement relégué le 24 mai 2013 malgré sa victoire contre le RC Lens lors de la dernière journée de championnat; les 11 équipes ayant terminé de la 4e à la 14e place du championnat de National 2012-2013, et les quatre champions de poule de CFA soit l'USL Dunkerque pour le groupe A, le RC Strasbourg pour le groupe B, l'US Colomiers pour le groupe C, et le Vendée Luçon Football pour le groupe D.
Chronologiquement, le premier club qui, selon le règlement sportif, participe à la saison 2013-2014 du National est le Gazélec Ajaccio, relégué de Ligue 2 le 19 avril 2013 après sa défaite 0-1 face au Tours FC lors de la 33e journée de Ligue 2.
Au soir du 20 avril 2013, Créteil décroche son ticket pour la Ligue 2 à la suite de sa victoire 3-1 face à Bourg-Péronnas, Créteil ne participera donc pas à la saison 2013-2014 de National. Après Créteil, c'est au tour du FC Metz d'être assuré de monter en Ligue 2 grâce à son match 1-1 face au CA Bastia lors de la 35e journée de National le 3 mai 2013.
Le premier club promu pour exercice 2013-2014 du National est l'US Colomiers. En provenance du Groupe C de CFA, l'US Colomiers remporte 2-1 son match face au Pau FC lors de la 31e journée de CFA le 4 mai 2013 et décroche ainsi le premier des quatre tickets pour la montée de CFA.
Les 10 et 11 mai 2013, trois nouveaux clubs rejoignent l'US Colomiers et le Gazélec Ajaccio dans la liste des participants à l'exercice 2013-2014 du National. Le vendredi 10 mai, le CS Sedan est relégué après avoir concédé la défaite de trop à domicile contre les Chamois Niortais sur le score 0-2. Le lendemain, Amiens et Colmar obtiennent officiellement leur maintien après avoir, respectivement, concédé le nul 1-1 face à Carquefou et essuyé une défaite 1-2 face à Epinal. Ne pouvant plus jouer la montée, ces deux clubs joueront donc une nouvelle saison en National.
Les 17 et 18 mai 2013, six nouveaux clubs rejoignent les clubs déjà assurés de participer à la prochaine saison de National. Le vendredi 17, quatre nouveaux clubs de National sont assurés de participer à l'édition 2013-2014 : Vannes OC, le FC Rouen, l'US Carquefou et l'US Orléans. Le lendemain, l'USL Dunkerque décroche le second ticket des quatre disponibles pour la montée en National grâce à leur victoire 2-1 sur le terrain de la réserve de Valenciennes à l'issue de la 33e journée du Groupe A de CFA. Toujours le 18 mai, Luçon valide à son tour le troisième ticket pour la montée en National grâce à son match nul 1-1 face à Pontivy lors de la 33e journée du Groupe D de CFA. Dans le Groupe B de CFA, le RC Strasbourg a obtenu sa montée grâce sa victoire face à l'US Raon sur le score de 3 buts à 2.

### Influences des décisions administratives
La liste des participants selon les résultats sportifs de la saison précédente est modifiée par plusieurs décisions administratives. Ainsi, Le Mans FC est rétrogradé en DH par la DNCG : ce club ne participe donc pas au championnat de National 2013-2014, et est remplacé par le FC Bourg-Péronnas qui lui est repêché. Le FC Rouen, cinquième de la saison précédente de National, est rétrogradé en DH par la DNCG et est remplacé par l'ES Uzès Pont du Gard qui est repêché. Le CS Sedan-Ardennes ne participe pas non plus à ce championnat de National 2013-2014 à cause d'une rétrogradation en CFA 2 par la DNCG, et est remplacé par Paris FC qui est repêché.
Finalement, participent :
- l'équipe classée à la 20e place de Ligue 2 (GFC Ajaccio),
- les équipes classées de la 4e à la 17e place de National (sauf FC Rouen classé 5e),
- les équipes classées 1re de leur groupe de CFA.

### Liste des clubs participants
Le tableau suivant liste les clubs participants, leur budget et leur entraîneur.
| Club                     | En National depuis | Provenance | Classement 2012-2013 | Budget (en M€) | Entraîneur            | Stade                    | Capacité |
| ------------------------ | ------------------ | ---------- | -------------------- | -------------- | --------------------- | ------------------------ | -------- |
| GFC Ajaccio              | 2013               | Ligue 2    | 20e (Ligue 2)        | 1,8            | Thierry Laurey        | Stade Ange Casanova      | 3 200    |
| ÉFC Fréjus Saint-Raphaël | 2009               | CFA D      | 4e                   | 3,5            | Michel Estevan        | Stade Pourcin            | 2 500    |
| Le Poiré-sur-Vie VF      | 2011               | CFA D      | 6e                   | 2,5            | Oswald Tanchot        | Stade de l'Idonnière     | 2 000    |
| USJA Carquefou           | 2012               | CFA D      | 7e                   | 1,8            | Denis Renaud          | Stade du Moulin Boisseau | 2 500    |
| US Orléans LF            | 2010               | CFA D      | 8e                   | 2,8            | Olivier Frapolli      | Stade de la Source       | 6 863    |
| Amiens SC                | 2012               | Ligue 2    | 9e                   | 6              | Olivier Echouafni     | Stade de la Licorne      | 12 097   |
| Vannes OC                | 2011               | Ligue 2    | 10e                  | 2,5            | Thierry Froger        | Stade de la Rabine       | 9 500    |
| SR Colmar                | 2010               | CFA A      | 11e                  | 2              | Damien Ott            | Colmar Stadium           | 2 300    |
| Luzenac AP               | 2009               | CFA C      | 12e                  | 2              | Christophe Pellissier | Stade Paul Fédou         | 2 400    |
| US Boulogne CO           | 2012               | Ligue 2    | 13e                  | 2              | Stéphane Le Mignan    | Stade de la Libération   | 15 204   |
| Red Star FC              | 2011               | CFA A      | 14e                  | 3              | Sébastien Robert      | Stade Bauer              | 2 999    |
| FC Bourg-Péronnas        | 2012               | CFA B      | 15e                  | 2              | Hervé Della Maggiore  | Stade Marcel-Verchère    | 11 400   |
| ES Uzès-Pont-du-Gard     | 2012               | CFA C      | 16e                  | 1,5            | Dominique Veilex      | Stade Pautex             | 650      |
| Paris FC                 | 2006               | CFA D      | 17e                  | 3,5            | Christophe Taine      | Stade Charléty           | 20 000   |
| USL Dunkerque            | 2013               | CFA A      | 1er (CFA A)          | 1,9            | Fabien Mercadal       | Stade Marcel Tribut      | 3 000    |
| RC Strasbourg            | 2013               | CFA B      | 1er (CFA B)          | 4,8            | Jacky Duguépéroux     | Stade de la Meinau       | 26 000   |
| US Colomiers             | 2013               | CFA C      | 1er (CFA C)          | 1,4            | William Prunier       | Stade Capitany           | 1 200    |
| Luçon VF                 | 2013               | CFA D      | 1er (CFA D)          | 1,5            | Frédéric Reculeau     | Stade Jean-de-Mouzon     | 5 500    |

### Objectifs des clubs
Le Luzenac Ariège Pyrénées se fixe comme objectif de finir en première moitié de tableau. L'USJA Carquefou souhaite continuer sur sa dynamique positive et obtenir un classement final meilleur que la septième place de l'année précédente.
Le Racing Club de Strasbourg Alsace, ancien club pro, ambitionne la remontée en Ligue 2 le plus rapidement possible même si cette dernière était attendue en 2015 par le président Marc Keller à son arrivée au club. Par opposition, l'USL Dunkerque, autre club promu, souhaite en priorité assurer son maintien, tout comme l'US Colomiers.
La saison 2013-2014 est la dernière chance pour l'US Boulogne CO et Amiens SC de garder leur statut professionnel. Ils étaient en effet descendu en National à l'issue de la saison 2011-2012. L'objectif du club amiénois se décompose en deux parties distinctes : d'une part, faire mieux que la neuvième place obtenue la saison précédente, et d'autre part, retrouver la Ligue 2 à plus ou moins long terme. L'US Boulogne vise simplement le maintien, voire une place en première moitié de tableau.
L'entraîneur du FC Bourg-Péronnas affirme à la presse que « l'objectif, c'est évidemment le maintien. On repart avec beaucoup d'humilité, de méfiance et de détermination, en sachant que cette saison s'annonce au moins aussi délicate que la précédente ».
L'Étoile Football Club Fréjus Saint-Raphaël a pour objectif de monter en L2. Le Red Star FC, bien qu'ayant obtenu très difficilement le maintien l'année précédente, envisage également la montée en Ligue 2, quinze ans après sa dernière saison à ce niveau.

## Déroulement de la saison

### Première moitié de saison
US Orléans LF est champion d'automne du National.

### Deuxième moitié de saison
18 avril 2014 : L’équipe de Luzenac AP est sportivement promue en Ligue 2. Cette promotion est cependant refusée par la DNCG pour raisons financières.
2 mai 2014 : L'US Orléans LF est officiellement promu en Ligue 2.
9 mai 2014 Le GFC Ajaccio est officiellement promu en Ligue 2.

## Classement général et résultats

### Classement
Les équipes sont classées selon leur nombre de points, lesquels sont répartis comme suite : trois points pour une victoire, un point pour un match nul, zéro point pour une défaite et zéro point en cas de forfait.
En cas d'égalité de points au classement, les équipes sont départagées selon les critères suivants :
1. Résultat lors des faces-à-faces
2. Différence de buts lors des faces-à-faces
3. Différence de buts générale
4. Nombre de buts inscrits dans la compétition
5. Classement selon le Carton Bleu (Classement du fair-play)
6. Tirage au sort

À la différence des championnats professionnels de Ligue 1 et Ligue 2 où la différence de but est prépondérante, la classement du National prend en compte les résultats et la différence de but particulière lors des faces-à-faces entre équipes à égalité.
| Rang | Équipe                        | Pts  | J  | G  | N  | P  | Bp | Bc | Diff |
| ---- | ----------------------------- | ---- | -- | -- | -- | -- | -- | -- | ---- |
| 1    | US Orléans LF                 | 65   | 34 | 17 | 14 | 3  | 46 | 22 | +24  |
| 2    | Luzenac AP                    | 63   | 34 | 17 | 12 | 5  | 51 | 30 | +21  |
| 3    | GFC Ajaccio R                 | 60   | 34 | 17 | 9  | 8  | 45 | 27 | +18  |
| 4    | SR Colmar                     | 50   | 34 | 13 | 11 | 10 | 37 | 39 | -2   |
| 5    | USL Dunkerque P               | 50   | 34 | 12 | 14 | 8  | 35 | 30 | +5   |
| 6    | Amiens SC                     | 49   | 34 | 12 | 13 | 9  | 32 | 24 | +8   |
| 7    | Red Star FC                   | 48   | 34 | 12 | 12 | 10 | 37 | 33 | +4   |
| 8    | USJA Carquefou                | 47   | 34 | 11 | 14 | 9  | 32 | 30 | +2   |
| 9    | Paris FC                      | 46   | 34 | 11 | 13 | 10 | 32 | 27 | +5   |
| 10   | EFC Fréjus Saint-Raphaël      | 44-2 | 34 | 12 | 10 | 12 | 35 | 35 | 0    |
| 11   | FC Bourg-Péronnas             | 43   | 34 | 11 | 10 | 13 | 38 | 45 | -7   |
| 12   | Vendée Luçon Football P       | 41   | 34 | 10 | 11 | 13 | 32 | 41 | -9   |
| 13   | Vendée Poiré-sur-Vie Football | 41   | 34 | 11 | 8  | 15 | 37 | 52 | -15  |
| 14   | US Boulogne                   | 40   | 34 | 11 | 7  | 16 | 36 | 40 | -4   |
| 15   | US Colomiers P                | 39   | 34 | 10 | 9  | 15 | 39 | 39 | 0    |
| 16   | RC Strasbourg P               | 35   | 34 | 8  | 11 | 15 | 36 | 40 | -4   |
| 17   | Vannes OC                     | 29-3 | 34 | 6  | 14 | 14 | 35 | 45 | -10  |
| 18   | ES Uzès Pont du Gard          | 23   | 34 | 5  | 8  | 21 | 25 | 61 | -36  |

Promotions et relégations
- Promotion en Ligue 2 2014-2015
- Rétrogradation financière en DHR
- Repêchage
- -3 : Points de pénalité reçus

Abréviations
- P : Promu de CFA 2012-2013
- R : Relégué de Ligue 2 2012-2013

Notes
1. ↑  À la suite du refus de la montée en Ligue 2, le club est rétrogradé en DHR
2. ↑  Rétrogradation administrative en DH et retrait de l'équipe première
3. ↑  À la suite des incidents survenus lors du match Fréjus-Saint-Raphaël - Luzenac (1-2) du 14 mars 2014, la FFF décide de retirer deux points à l'EFC Fréjus Saint-Raphaël[23].
4. ↑  Après son passage devant la commission d'appel de la DNCG, le Vannes OC reçoit une pénalité de trois points et est finalement rétrogradé au niveau régional à la suite du dépôt de bilan[24].
5. ↑  Le club est finalement rétrogradé en ligue régionale à la suite de son dépôt de bilan

### Promotions et relégations à l'issue du championnat
Le règlement sportif prévoit qu'à l'issue des 34 journées du championnat :
- les équipes classées de la 1re à la 3e place sont promues en Ligue 2,
- les équipes classées de la 4e à la 14e place participeront à nouveau au championnat de National,
- les équipes classées de la 15e à 18e place sont reléguées en CFA.

Néanmoins, le club de Luzenac Ariège Pyrénées, deuxième du classement, est interdit de montée en Ligue 2 puis est même relégué en Division d'Honneur Régionale, faute d'accord pour son maintien en National. Après sa huitième place à l'issue de la compétition, l'Union sportive Jeanne d'Arc Carquefou décide de se retirer du championnat National pour raisons financières et repart en Division d'Honneur. Ces deux décisions permettent aux clubs classés quinzième et seizième, l'Union sportive Colomiers football et le Racing Club de Strasbourg Alsace, d'être repêchés.
Les deux derniers du classement, le Vannes Olympique Club et l'Entente sportive Uzès Pont du Gard, sont relégués sportivement. Après sa descente sportive, Vannes dépose le bilan le 6 juin 2014 et repart en Division d'Honneur. Puis début août le club est placé sous ordre de la FFF en Division Supérieure Élite, et saisit le CNOSF qui rend un avis favorable pour la réintégration du VOC en Division d'Honneur. Finalement cet avis n'est pas suivi par la FFF qui place donc le club en 7e division.
Après sa descente sportive, Uzès Pont du Gard est relégué administrativement par la DNCG en CFA 2 pour raisons financières.

### Résultats
| Résultats (▼dom., ►ext.)                                   | AJA | AMI | BLG | B-P | CAR | CLO | CLM | DUN | FRE | LUC | LUZ | ORL | PAR | POI | RED | STR | UZE | VAN |
| GFC Ajaccio                                                |     | 2-0 | 0-1 | 3-1 | 4-1 | 1-0 | 1-1 | 2-1 | 1-0 | 2-0 | 0-1 | 0-0 | 1-0 | 3-1 | 2-1 | 2-0 | 1-0 | 0-0 |
| Amiens                                                     | 4-2 |     | 0-0 | 0-1 | 2-2 | 0-1 | 1-0 | 1-1 | 2-0 | 0-0 | 0-0 | 0-2 | 1-0 | 3-0 | 2-0 | 1-1 | 0-0 | 2-0 |
| Boulogne                                                   | 2-0 | 1-2 |     | 5-0 | 1-0 | 3-0 | 2-1 | 0-0 | 2-1 | 0-2 | 0-2 | 1-2 | 0-0 | 3-2 | 0-1 | 1-0 | 2-2 | 2-5 |
| Bourg-Péronnas                                             | 1-3 | 1-1 | 2-1 |     | 0-1 | 2-1 | 4-2 | 1-0 | 0-0 | 0-2 | 0-2 | 0-2 | 0-0 | 1-1 | 1-1 | 2-1 | 1-1 | 4-0 |
| Carquefou                                                  | 1-2 | 1-2 | 2-1 | 0-1 |     | 1-1 | 1-0 | 1-0 | 0-1 | 2-0 | 1-1 | 1-1 | 1-2 | 4-1 | 2-1 | 1-0 | 2-1 | 1-0 |
| Colomiers                                                  | 1-1 | 1-1 | 1-2 | 2-2 | 0-1 |     | 1-1 | 1-2 | 0-0 | 5-1 | 0-0 | 0-1 | 0-2 | 4-0 | 0-0 | 2-1 | 1-2 | 3-1 |
| Colmar                                                     | 1-1 | 3-1 | 1-0 | 4-3 | 0-0 | 1-2 |     | 2-0 | 0-0 | 2-0 | 3-1 | 0-2 | 0-3 | 0-0 | 0-2 | 2-1 | 3-1 | 2-2 |
| Dunkerque                                                  | 0-2 | 2-1 | 1-0 | 0-1 | 1-0 | 4-2 | 0-0 |     | 0-0 | 1-0 | 1-1 | 0-0 | 0-0 | 1-0 | 2-0 | 0-0 | 1-0 | 4-1 |
| Fréjus                                                     | 1-0 | 1-0 | 1-1 | 2-3 | 0-0 | 1-4 | 5-1 | 1-3 |     | 2-1 | 1-2 | 0-2 | 0-1 | 2-1 | 3-2 | 1-0 | 3-1 | 2-0 |
| Luçon                                                      | 1-0 | 0-0 | 1-0 | 1-1 | 0-0 | 0-2 | 0-1 | 1-1 | 1-3 |     | 0-2 | 2-2 | 2-2 | 3-0 | 1-0 | 1-0 | 3-2 | 3-2 |
| Luzenac                                                    | 1-1 | 1-0 | 1-0 | 2-1 | 2-2 | 2-1 | 3-0 | 0-0 | 1-2 | 1-0 |     | 3-3 | 1-1 | 0-1 | 1-0 | 2-1 | 4-0 | 2-0 |
| Orléans                                                    | 1-1 | 0-0 | 3-1 | 1-0 | 2-0 | 0-0 | 1-1 | 1-0 | 1-1 | 2-1 | 0-1 |     | 2-0 | 4-1 | 0-0 | 1-1 | 3-2 | 0-0 |
| Paris                                                      | 0-0 | 0-0 | 1-1 | 2-1 | 0-0 | 1-0 | 0-1 | 2-2 | 0-0 | 0-1 | 2-1 | 1-2 |     | 1-2 | 2-3 | 2-0 | 3-0 | 1-1 |
| Le Poiré/Vie                                               | 0-1 | 0-0 | 2-1 | 1-0 | 1-1 | 2-1 | 0-0 | 1-1 | 2-1 | 0-0 | 0-3 | 0-2 | 1-0 |     | 1-2 | 1-3 | 5-0 | 2-2 |
| Red Star                                                   | 2-1 | 1-0 | 0-1 | 0-0 | 1-1 | 1-0 | 0-1 | 2-2 | 0-0 | 1-1 | 4-2 | 2-1 | 0-0 | 2-1 |     | 0-0 | 3-0 | 1-0 |
| Strasbourg                                                 | 1-1 | 0-1 | 1-1 | 3-2 | 1-1 | 2-0 | 1-2 | 3-0 | 2-0 | 1-1 | 2-2 | 1-0 | 0-2 | 1-3 | 2-2 |     | 2-0 | 2-0 |
| Uzès                                                       | 0-3 | 0-3 | 1-0 | 0-1 | 0-0 | 0-1 | 0-0 | 1-2 | 1-0 | 4-2 | 1-1 | 0-1 | 0-1 | 2-3 | 2-1 | 0-0 |     | 1-1 |
| Vannes                                                     | 2-1 | 0-1 | 2-0 | 0-0 | 0-0 | 0-1 | 0-1 | 2-2 | 0-0 | 0-0 | 2-2 | 1-1 | 3-0 | 0-1 | 1-1 | 3-2 | 4-0 |     |
| - Victoire à domicile - Match nul - Victoire à l'extérieur |     |     |     |     |     |     |     |     |     |     |     |     |     |     |     |     |     |     |

## Statistiques

### Buts marqués par journée
Ce graphique représente le nombre de buts marqués lors de chaque journée.
Total de 659 buts en 34 journées (19,38 / journée et 2,15 / match)

### Classement des buteurs
Le tableau suivant liste les joueurs selon le classement des buteurs pour la saison 2013-2014 de National.
| Rang | Buteur                                                 | Club                            | Buts Note 1 | Pen. Note 2 | Ratio Note 3   |
| ---- | ------------------------------------------------------ | ------------------------------- | ----------- | ----------- | -------------- |
| 1    | Ande Dona Ndoh                                         | Luzenac AP                      | 22          | 0           | 0,71           |
| 2    | Gaëtan Laborde Wilfried Louisy-Daniel Karl Toko-Ekambi | Red Star FC US Orléans Paris FC | 14          | 0 1 3       | 0,58 0,42 0,54 |
| 5    | Famara Diédhiou                                        | Gazélec Ajaccio                 | 13          | 1           | 0,39           |

| Mis à jour au 23 mai 2014. 1 : Nombre de buts inscrits incluant le nombre de pénaltys 2 : Nombre de pénaltys 3 : Ratio (buts inscrits/matchs joués) |

### Évolution du classement
| Journées / Clubs         | 1  | 2  | 3  | 4  | 5  | 6  | 7  | 8  | 9  | 10 | 11 | 12 | 13 | 14 | 15 | 16 | 17 | 18 | 19 | 20 | 21 | 22 | 23 | 24 | 25 | 26 | 27 | 28 | 29 | 30 | 31 | 32 | 33 | 34 | Journées promouvable | Journées relégable |
|                          |    |    |    |    |    |    |    |    |    |    |    |    |    |    |    |    |    |    |    |    |    |    |    |    |    |    |    |    |    |    |    |    |    |    |                      |                    |
| ------------------------ | -- | -- | -- | -- | -- | -- | -- | -- | -- | -- | -- | -- | -- | -- | -- | -- | -- | -- | -- | -- | -- | -- | -- | -- | -- | -- | -- | -- | -- | -- | -- | -- | -- | -- | -------------------- | ------------------ |
| GFC Ajaccio              | 3  | 2  | 2  | 2  | 3  | 4  | 2  | 2  | 2  | 1  | 1  | 1  | 1  | 2  | 3  | 3  | 3  | 3  | 3  | 3  | 3  | 3  | 3  | 3  | 3  | 3  | 3  | 3  | 3  | 3  | 3  | 3  | 3  | 3  | 33                   |                    |
| ÉFC Fréjus Saint-Raphaël | 16 | 17 | 13 | 12 | 14 | 10 | 11 | 8  | 6  | 4  | 3  | 4  | 5  | 7  | 10 | 10 | 5  | 4  | 5  | 4  | 4  | 4  | 4  | 5  | 8  | 9  | 7  | 10 | 10 | 9  | 10 | 11 | 11 | 10 | 1                    | 2                  |
| Poiré-sur-Vie VF         | 11 | 15 | 18 | 18 | 18 | 18 | 18 | 18 | 18 | 18 | 18 | 18 | 18 | 18 | 16 | 15 | 14 | 13 | 12 | 13 | 13 | 11 | 13 | 12 | 12 | 14 | 12 | 14 | 12 | 12 | 12 | 12 | 12 | 13 |                      | 15                 |
| US Carquefou             | 14 | 6  | 14 | 17 | 12 | 12 | 6  | 6  | 9  | 9  | 10 | 8  | 7  | 5  | 5  | 6  | 6  | 8  | 8  | 7  | 5  | 8  | 7  | 7  | 4  | 5  | 4  | 5  | 7  | 7  | 6  | 4  | 6  | 8  |                      | 1                  |
| US Orléans               | 15 | 8  | 4  | 3  | 4  | 3  | 1  | 1  | 1  | 2  | 2  | 2  | 2  | 3  | 2  | 1  | 1  | 2  | 1  | 1  | 2  | 1  | 1  | 2  | 2  | 2  | 2  | 2  | 2  | 2  | 2  | 2  | 1  | 1  | 30                   | 1                  |
| Amiens SC                | 17 | 18 | 17 | 16 | 15 | 15 | 17 | 17 | 17 | 17 | 16 | 13 | 14 | 14 | 14 | 16 | 16 | 16 | 16 | 16 | 16 | 17 | 17 | 15 | 14 | 12 | 11 | 11 | 11 | 11 | 11 | 10 | 8  | 6  |                      | 20                 |
| Vannes OC                | 18 | 16 | 15 | 14 | 17 | 16 | 13 | 14 | 12 | 15 | 15 | 17 | 17 | 17 | 17 | 17 | 17 | 17 | 17 | 17 | 17 | 16 | 16 | 17 | 16 | 16 | 16 | 16 | 16 | 16 | 17 | 17 | 17 | 17 |                      | 30                 |
| SR Colmar                | 2  | 10 | 8  | 10 | 13 | 13 | 15 | 16 | 15 | 10 | 11 | 10 | 9  | 10 | 9  | 5  | 7  | 9  | 9  | 9  | 7  | 9  | 5  | 4  | 7  | 8  | 8  | 6  | 8  | 6  | 4  | 5  | 4  | 4  | 1                    | 3                  |
| Luzenac AP               | 5  | 1  | 1  | 1  | 1  | 2  | 3  | 3  | 3  | 3  | 4  | 3  | 3  | 1  | 1  | 2  | 2  | 1  | 2  | 1  | 1  | 2  | 2  | 1  | 1  | 1  | 1  | 1  | 1  | 1  | 1  | 1  | 2  | 2  | 32                   |                    |
| US Boulogne CO           | 13 | 11 | 12 | 6  | 7  | 5  | 5  | 4  | 4  | 6  | 8  | 6  | 8  | 8  | 7  | 9  | 11 | 12 | 13 | 11 | 11 | 12 | 11 | 11 | 11 | 11 | 14 | 12 | 13 | 14 | 14 | 13 | 14 | 14 |                      |                    |
| Red Star FC              | 12 | 14 | 11 | 15 | 16 | 17 | 16 | 15 | 16 | 16 | 17 | 15 | 15 | 15 | 12 | 12 | 12 | 11 | 11 | 10 | 10 | 7  | 9  | 9  | 6  | 4  | 5  | 4  | 4  | 4  | 7  | 7  | 7  | 7  |                      | 11                 |
| FC Bourg-Péronnas        | 4  | 5  | 9  | 5  | 5  | 6  | 7  | 9  | 7  | 5  | 6  | 5  | 4  | 4  | 4  | 4  | 4  | 5  | 4  | 5  | 6  | 10 | 10 | 10 | 9  | 10 | 9  | 7  | 9  | 10 | 8  | 9  | 10 | 11 |                      |                    |
| ES Uzès Pont du Gard     | 6  | 9  | 10 | 13 | 10 | 9  | 10 | 11 | 11 | 14 | 14 | 16 | 17 | 16 | 18 | 18 | 18 | 18 | 18 | 18 | 18 | 18 | 18 | 18 | 18 | 18 | 18 | 18 | 18 | 18 | 18 | 18 | 18 | 18 |                      | 23                 |
| Paris FC                 | 8  | 4  | 6  | 4  | 2  | 1  | 4  | 5  | 5  | 7  | 5  | 7  | 6  | 6  | 6  | 7  | 8  | 6  | 7  | 6  | 8  | 5  | 6  | 6  | 5  | 6  | 6  | 8  | 5  | 8  | 9  | 8  | 9  | 9  | 2                    |                    |
| USL Dunkerque            | 10 | 12 | 5  | 7  | 6  | 8  | 9  | 10 | 13 | 12 | 13 | 12 | 12 | 11 | 11 | 11 | 9  | 7  | 6  | 8  | 9  | 6  | 8  | 8  | 10 | 7  | 10 | 9  | 6  | 5  | 5  | 6  | 5  | 5  |                      |                    |
| RC Strasbourg            | 9  | 3  | 7  | 11 | 8  | 11 | 12 | 13 | 14 | 13 | 12 | 14 | 13 | 13 | 15 | 14 | 13 | 14 | 14 | 14 | 14 | 14 | 15 | 16 | 17 | 17 | 17 | 17 | 17 | 17 | 15 | 15 | 16 | 16 | 1                    | 13                 |
| US Colomiers             | 1  | 7  | 3  | 8  | 9  | 7  | 8  | 7  | 8  | 8  | 7  | 9  | 10 | 9  | 8  | 8  | 10 | 10 | 11 | 12 | 12 | 13 | 12 | 13 | 13 | 13 | 15 | 15 | 15 | 15 | 16 | 16 | 15 | 15 | 2                    | 8                  |
| Luçon VF                 | 7  | 13 | 16 | 9  | 11 | 14 | 14 | 12 | 10 | 11 | 9  | 11 | 11 | 12 | 12 | 13 | 15 | 15 | 15 | 15 | 15 | 15 | 14 | 14 | 15 | 15 | 13 | 13 | 14 | 13 | 13 | 14 | 13 | 12 |                      | 9                  |

### Affluences
Le tableau suivant recense les affluences à domicile des différents clubs, ainsi que le stade utilisé et la capacité de celui-ci.
A noter que seul le RC Strasbourg Alsace dépasse cette saison-là de 10 000 spectateurs en moyenne par match.
| Club                     | Affluence | Stade                       | Capacité |
| ------------------------ | --------- | --------------------------- | -------- |
| GFC Ajaccio              | 1 435     | Stade Ange-Casanova         | 3 200    |
| Amiens SC                | 5 538     | Stade de la Licorne         | 12 097   |
| US Boulogne CO           | 1 666     | Stade de la Libération      | 15 004   |
| FC Bourg-Péronnas        | 1 397     | Stade municipal de Péronnas | 3 500    |
| USJA Carquefou           | 1 097     | Stade du Moulin Boisseau    | 2 500    |
| SR Colmar                | 2 022     | Colmar Stadium              | 7 000    |
| US Colomiers             | 625       | Stade Michel-Bendichou      | 11 000   |
| USL Dunkerque            | 1 415     | Stade Marcel-Tribut         | 4 200    |
| ÉFC Fréjus Saint-Raphaël | 1 012     | Stade Pourcin               | 4 000    |
| Le Poiré-sur-Vie VF      | 1 660     | Stade de l'Idonnière        | 4 500    |
| Luçon VF                 | 1 109     | Stade Jean de Mouzon        | 7 000    |
| Luzenac AP               | 1 132     | Stade Paul Fédou            | 3 000    |
| US Orléans LF            | 2 548     | Stade de la Source          | 5 050    |
| Paris FC                 | 511       | Stade Déjérine              | 2 500    |
| Red Star FC              | 1 543     | Stade Bauer                 | 2 999    |
| RC Strasbourg            | 10 289    | Stade de la Meinau          | 27 500   |
| ES Uzès-Pont-du-Gard     | 594       | Stade Pautex                | 850      |
| Vannes OC                | 2 327     | Stade de la Rabine          | 7 500    |